# Ноэль, Чарльз, 1-й граф Гейнсборо
Чарльз Ноэль Ноэль, 1-й граф Гейнсборо (2 октября 1781 — 10 июня 1866) — британский пэр и политик-виг. Он был известен как Чарльз Эдвардс с 1781 по 1798 год и Чарльз Ноэль с 1798 по 1823 год.

## Ранняя жизнь
Родился 2 октября 1781 года как Чарльз Эдвардс. Старший сын сэра Джерарда Ноэля, 2-го баронета (1759—1838), и Дианы Миддлтон (1762—1823). Его отец сменил своего тестя на посту 2-го баронета из Нави в 1838 году, а его мать сменила своего отца на посту второй баронессы Бархэм в 1823 году. В 1798 году, после смерти его двоюродного дяди Генри Ноэля, 6-го графа Гейнсборо (после смерти которого графство угасло), Гейнсборо и остальные члены семьи по королевской лицензии приняли фамилию Ноэль.
Его бабушкой и дедушкой по отцовской линии были бывшая леди Джейн Ноэль (дочь баптиста Ноэля, 4-го графа Гейнсборо) и Джерард Энн Эдвардс, внебрачный сын лорда Энн Гамильтон (младший сын Джеймса Гамильтона, 4-го герцога Гамильтона). Его дедом по материнской линии был адмирал Чарльз Миддлтон, 1-й барон Бархэм.

## Карьера
Гейнсборо сменил своего отца на посту члена парламента от Ратленда в 1808 году и занимал это место до 1814 года. В 1838 году он также сменил своего отца на посту 3-го баронета Ноэля из Нави.
В 1841 году он был назначен бароном Ноэлем из Ридлингтона в графстве Ратленд, виконтом Кэмпденом из Кэмпдена в графстве Глостершир и графом Гейнсборов графстве Линкольншир, все они были Пэрствами Соединённого королевства. Семейная резиденция — Экстон-Холл, недалеко от Экстона, Ратленд.

## Личная жизнь
Лорд Гейнсборо был женат четыре раза . 1 июля 1809 года он женился первым браком на Элизабет Уэлман (1786 — 1 декабря 1811), дочери Томаса Уэлмана из Паундисфорд-парка в Сомерсете и Элизабет Локк (дочери Джона Локка из Хоули). Она умерла 1 декабря 1811 года. Детей от этого брака не было.
13 мая 1817 года лорд Гейнсборо женился вторым браком на Элизабет Грей (1800 — 20 сентября 1818), второй дочери сэра Джорджа Грея, 1-го баронета из Фаллодена (третий сын Чарльза Грея, 1-го графа Грея) и Мэри Уитбред (дочь Сэмюэля Уитбред из Кардингтона и Саутилла и бывшая леди Мэри Корнуоллис, третья дочь Чарльза Корнуоллиса, 1-го графа Корнуоллиса). Перед её смертью 20 сентября 1818 года у них был один ребёнок:
- Чарльз Джордж Ноэль, 2-й граф Гейнсборо (5 сентября 1818 — 13 августа 1881), который женился на леди Иде Харриет Августе, дочери Уильяма Хэя, 18-го графа Эрролла, и Элизабет Фицкларенс (внебрачной дочери короля Вильгельма IV)[3].

Его третий брак состоялся 29 июля 1820 года на Арабелле Хэмлин-Уильямс (ок. 1793 — 4 октября 1829), второй дочери сэра Джеймса Хэмлин-Уильямса, 2-го баронета из Кловелли-Корта, и Дианы Энн Уитакер (дочери Авраама Уитакера). Перед её смертью 4 октября 1829 года, вскоре после рождения её младшего ребёнка, у них было два сына и две дочери:
- Достопочтенный Джерард Джеймс Ноэль (28 августа 1823 — 19 мая 1911), член парламента от Ратленда с 1847 по 1883 год, лорд казначейства с 1866 по 1868 год, парламентский секретарь казначейства в 1868 году и главный комиссар по делам предприятий и общественных зданий с 1876 по 1880 год[6] ; который в 1863 году женился на леди Августе Мэри Лоутер (ум. 1916), сестре Генри Лоутера, 3-го графа Лонсдейла, и второй дочери полковника Генри Сесила Лоутера, члена парламента (второго сына Уильяма Лоутера, 1-го графа Лонсдейла) и Леди Люси Элеонора Шерард (старшая дочь Филиппа Шерарда, 5-го графа Харборо)[3].
- Достопочтенный Генри Льюис Ноэль (30 ноября 1824 — 7 июня 1898), капитан, который в 1852 году женился на своей кузине Эмили Элизабет Ноэль, второй дочери Баптиста Риотесли Ноэля (восьмого сына сэра Джеральда Ноэля, 2-го баронета, и Дианы Бархэм, 2-й баронессы Бархэм) и Джейн Бэйли, старшей дочери Питера Бэйли. После её смерти в октябре 1890 года он снова женился в 1892 году на Анне Аделаиде Бернсайд (ум. 1904), единственном ребёнке преподобного Джона Бернсайда, ректора Пламтри[3].
- Леди Мэри Арабелла Луиза Ноэль (16 марта 1822 — 27 июня 1883), в 1846 году вышедшая замуж за сэра Эндрю Эгнью, 8-го баронета Лохнау[3].
- Леди Кэтрин Гамильтон Ноэль (29 сентября 1829 — 9 марта 1855), в 1849 году вышедшая замуж в качестве своей первой жены за Джеймса Карнеги, 9-го графа Саутеска[3].

Его четвёртый брак состоялся 25 июля 1833 года на леди Фрэнсис Джоселин (20 ноября 1814 — 12 мая 1885), второй дочери Роберта Джоселина, 3-го графа Родена, и Марии Кэтрин Фрэнсис Стэплтон (вторая дочь Томаса Стэплтона, 15-го барона Депенсера) . Леди Гейнсборо была дамой опочивальни королевы Виктории с 1837 по 1872 год и экстра-леди опочивальни с 1872 года до своей смерти в 1885 году. У супругов было двое детей
- Достопочтенный Роден Беркли Рисли Ноэль (1834—1894), слуга Тайной палаты с 1867 по 1871 год, который женился на Алисе Марии Кэролайн де Бро, дочери Поля де Бро, в 1863 году. После его смерти она вышла замуж за преподобного Дэвида Макэналли в 1895 году[3].
- Леди Виктория Ноэль (1 июля 1839 — 8 августа 1916), в 1862 году вышедшая замуж за сэра Фауэлла Бакстона, 3-го баронета, впоследствии губернатора Южной Австралии[3].

Лорд Гейнсборо скончался в июне 1866 года в возрасте 84 лет, и ему наследовал сын от второго брака Чарльз. Его старший сын от третьего брака Джерард был консервативным политиком. Вдовствующая графиня Гейнсборо оставалась вдовой до своей смерти 12 мая 1885 года.